# Слава России (линейный корабль, 1733)
«Слава России» — парусный линейный корабль Балтийского флота Российской империи, головной корабль серии одноимённого типа, участник войны за польское наследство и русско-шведской войны 1741—1743 годов.

## Описание судна
Представитель серии парусных двухдечных линейных кораблей одноимённого типа, головной корабль серии. Эта серия кораблей была самой многочисленной и одной из самых удачных серий линейных кораблей Российского императорского флота. Корабли серии строились с 1733 по 1774 год на верфях Санкт-Петербурга и Архангельска и принимали участие во всех плаваниях и боевых действиях российского флота в период с 1734 по 1790 год. Всего в рамках серии было построено 58 линейных кораблей. Все корабли этой серии обладали высокими мореходными качествами, хорошей маневренностью и остойчивостью.
Водоизмещение корабля составляло 1200 тонн, длина по сведениям из различных источников от 46,5 до 47,4 метра, ширина от 12,3 до 12,65 метра, а осадка от 5,4 до 5,48 метра. Вооружение судна составляли 66 орудий, включавшие двадцатичетырёх-, двенадцати- и шестифунтовые пушки, а экипаж состоял из 600 человек. Скорость судна при свежем ветре могла достигать восьми узлов.

## История службы
Линейный корабль «Слава России» был заложен в Санкт-Петербургском адмиралтействе 28 января (8 февраля) 1731 года и после спуска на воду 30 апреля (11 мая) 1733 года вошёл в состав Балтийского флота России. Строительство вёл корабельный мастер в ранге капитан-командора Осип Най.
С июля по сентябрь 1733 года на «Славе России», находившемся в это время в составе эскадры кораблей Балтийского флота у Красной горки, проводились мероприятия по обучению экипажа.
Во время войны за польское наследство в 1734 году в составе эскадры адмирала Томаса Гордона принимал участие в осаде Данцига. С 14 (25) по 26 мая (6 июня) совершил переход из Кронштадта в Пиллау. В Пиллау принимал участие в прикрытии выгрузки осадной артиллерии с транспортных судов, после чего ушёл в район Данцига в крейсерское плавание, в котором находился до 13 (24) июня. 14 (25) июня прибыл на Данцигский рейд и, взяв на борт пленных французских солдат, в составе эскадры ушёл в Кронштадт. 2 (13) июля корабли эскадры прибыли в Кронштадт.
С мая по август 1735 года корабль использовался для доставки в Кронштадт провианта из Риги и Ревеля. В 1738 году стоял на ремонте в Кронштадте.
Принимал участие в русско-шведской войне 1741—1743 годов. Во время кампании 1741 года с июня по август находился в составе эскадры, стоявшей на Кронштадтском рейде, и использовался для обучения экипажа. В кампанию 1742 года 29 июня (10 июля) вышел из Кронштадта и, примкнув к эскадре, находившейся у Лавенсари, до 10 (21) октября ушёл с ней в Финский залив в крейсерское плавание. Активных боевых действий суда эскадры не вели и на зимовку вернулись в Кронштадт. В 1743 году с мая по сентябрь в составе эскадры адмирала графа Н. Ф. Головина вновь принимал участие в крейсерском плавании в Финском заливе, в том числе в перестрелках с кораблями шведского флота у Гангута 7 (18) и 8 (19) июня.
С июля по август 1744 года находился в составе эскадры кораблей Балтийского флота у Красной горки и использовался для обучения экипажа.
В 1746 году корабль «Слава России» переоборудован в Кронштадте в госпитальное судно, однако в море больше не выходил, и в 1752 году там же был разобран.

## Командиры корабля
Командирами линейного корабля «Слава России» в разное время служили:
- капитан полковничьего ранга Л. Брант (1733 год)[9];
- капитан полковничьего ранга У. Вильстер (1734—1735 годы)[10];
- капитан полковничьего ранга А. В. Дмитриев-Мамонов (1741 год)[11];
- капитан полковничьего ранга М. Бараков (1742 год)[комм. 6][12];
- капитан полковничьего ранга Т. Стокс (1742—1743 годы)[комм. 7][13];
- капитан полковничьего ранга Г. Кейзер (1744 год)[14];
- лейтенант майорского ранга И. Креницын (1746 год)[8].

### Комментарии
1. ↑  Также в серию входили два корабля «Северный Орёл» 1735 и 1763 годов постройки, два корабля «Ревель» 1735 и 1756 годов постройки, два корабля «Ингерманланд» 1735 и 1752 годов постройки, два корабля «Святой Пётр» 1741 (до 6 (17) декабря 1741 года назвался «Иоанн») и 1760 годов постройки, два корабля «Полтава» 1743 и 1754 годов постройки, два корабля «Святой Александр Невский» 1749 и 1762 годов постройки, два корабля «Москва» 1750 и 1760 годов постройки, корабли «Основание Благополучия», «Леферм», «Счастие» (до 6 (17) декабря 1741 года назвался «Генералиссимус Российский»), «Благополучие» (до 6 (17) декабря 1741 года назвался «Правительница Российская»), «Екатерина», «Фридемакер», «Лесное», «Архангел Рафаил», «Святая великомученица Варвара», «Святой Сергий», «Святой Иоанн Златоуст» (В 1751 году был переименован в «Святой Иоанн Златоуст второй» в связи с постройкой одноимённого 80-пушечного корабля), «Архангел Гавриил», «Архангел Уриил», «Наталия», «Астрахань», «Рафаил», «Святой Иаков», «Не тронь меня», «Евстафий Плакида», «Святой Иануарий», «Саратов», «Тверь», «Трёх Иерархов», «Трёх святителей», «Европа», «Всеволод», «Ростислав», «Святой Георгий Победоносец», «Граф Орлов», «Память Евстафия», «Победа», «Виктор», «Вячеслав», «Дмитрий Донской», «Мироносиц», «Святой князь Владимир», «Александр Невский», «Борис и Глеб», «Преслава», «Дерись», «Ингерманландия», «Спиридон» и один корабль без названия 1758 года постройки.
2. ↑  155 футов 6 дюймов.
3. ↑  41 фут 6 дюймов.
4. ↑  18 футов.
5. ↑  По другим данным выходил в плавание в Финский залив.
6. ↑  Назначен командиром корабля по росписанию, однако фактически в этот период времени командовал другим кораблём «Основанием Благополучия».
7. ↑  Настоящее имя Thom Stokes, в русской транслитерации также использовалось имя Штокс.